# Castel del Monte
 Denne artikel omhandler byen Castel del Monte. Der er også andre byer med dette navn, se Castel del Monte, Abruzzo.
Castel del Monte er en stor borg beliggende i Apulien i Italien. I 1996 blev Castel del Monte optaget på Unescos liste over verdenskulturarv.
Castel del Monte ligger på et højdedrag i 540 meters højde i et øde område 18 km. vest for byen Andria og er meget velbevaret. Borgen blev opført på foranledning af Frederik 2., en de betydeligste middelalderkonger i Syditalien. Borgen har en gennemført ottekantet grundplan og i hvert hjørne er der et ottekantet tårn.
41°05′03″N 16°16′17″Ø / 41.08417°N 16.27139°ØCastel del Monte er arkitektonisk set en blanding af elementer fra Nordeuropa, den muslimske verden og den klassiske oldtid. Det hed oprindeligt Castel di Santa Maria del Monte, efter et nærliggende benediktinerkloster, som i dag er forsvundet.
Frederik 2. efterfulgte sin far, kejser Henrik 6., i 1197 i en alder af kun tre år. I løbet af sin regeringstid, der varede indtil 1250, bragte han orden i det uregerlige rige Sicilien, som omfattede en stor del af det sydlige Italien, og han indførte en periode med intens kulturel aktivitet. Han var også en dygtig hersker, der købte social og økonomisk stabilitet til sit folk. Men han var en enevældig monark, og helt klassisk for sin tid, byggede han en række stærke borge i bl.a. Apulien, Calabrien og Sicilien. Den største og mest indflydelsesrige af disse var Castel del Monte, som stod færdig i 1240 og blev det permanente sæde for hans hof.I 1665 (under den aragonske tid) blev slottet officielt brugt som et tilflugtssted for adelige familier, der søgte tilflugt fra pesten.
Slottet er placeret 29 km syd for Barletta i kommunen Andria på et højdedrag, der dominerer det omkringliggende landskab. Væggene er bygget af enorme blokke af kvarts-bærende kalksten. Hver af de to etager i borgen har otte kamre af samme størrelse, som svarer til de otte sider af bygningen. Castel del Monte er særligt interessant på grund af fraværet af funktioner, der ellers er fælles for et overvældende flertal af militære monumenter i denne periode (ydre forsvar, voldgrav, stalde, køkken, depot, kapel), den matematiske og astronomiske stringens i grundplan og form og de kulturelle elementer, der stammer fra antikken.
Da Castel del Monte blev erhvervet af den italienske stat i 1876, var ydervæggen alvorligt beskadiget af temperatur, luftfugtighed og vindpåvirkning. Borgens indre var ikke mindre medtaget: Flere hvælvinger var allerede faldet ned, mens andre truede med at følge efter som følge af nedsivende regnvand fra det flade tag. Sidste store restaurering foregik i perioden 1975 til 1981, men der foretages stadig løbende reparationer når det er påkrævet.